# خان بخارى
خان بخارى هو خان تاريخي يعود إلى عصر القرن 15، ويقع في باكو.